# Francisco Manuel Barroso

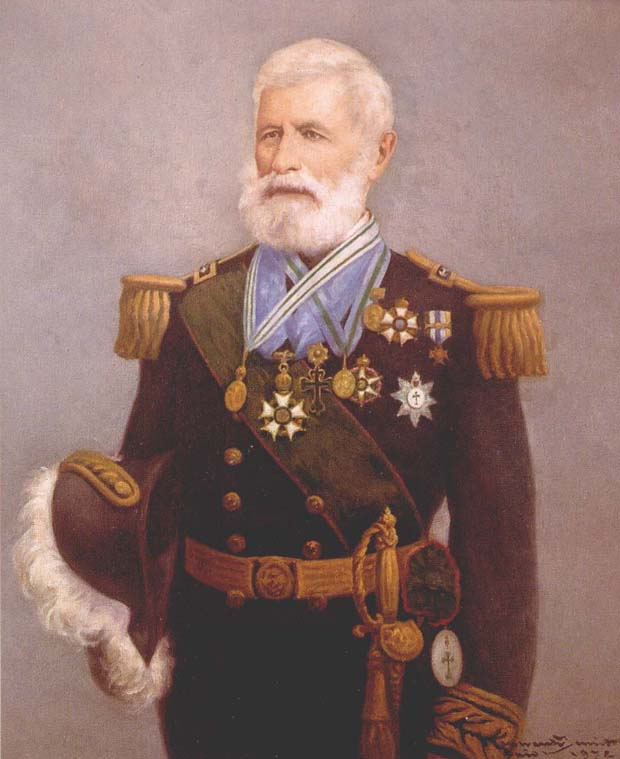
Admiral Barroso

Francisco Manuel Barroso (* 29. September 1804 in Lissabon; † 8. August 1882 in Montevideo) war ein brasilianischer Flottenoffizier, der im Tripel-Allianz-Krieg und im Brasilianischen Krieg gekämpft hat. Er war der kommandierende Admiral der brasilianischen Flotte in der Schlacht auf dem Riachuelo.

## Lebenslauf

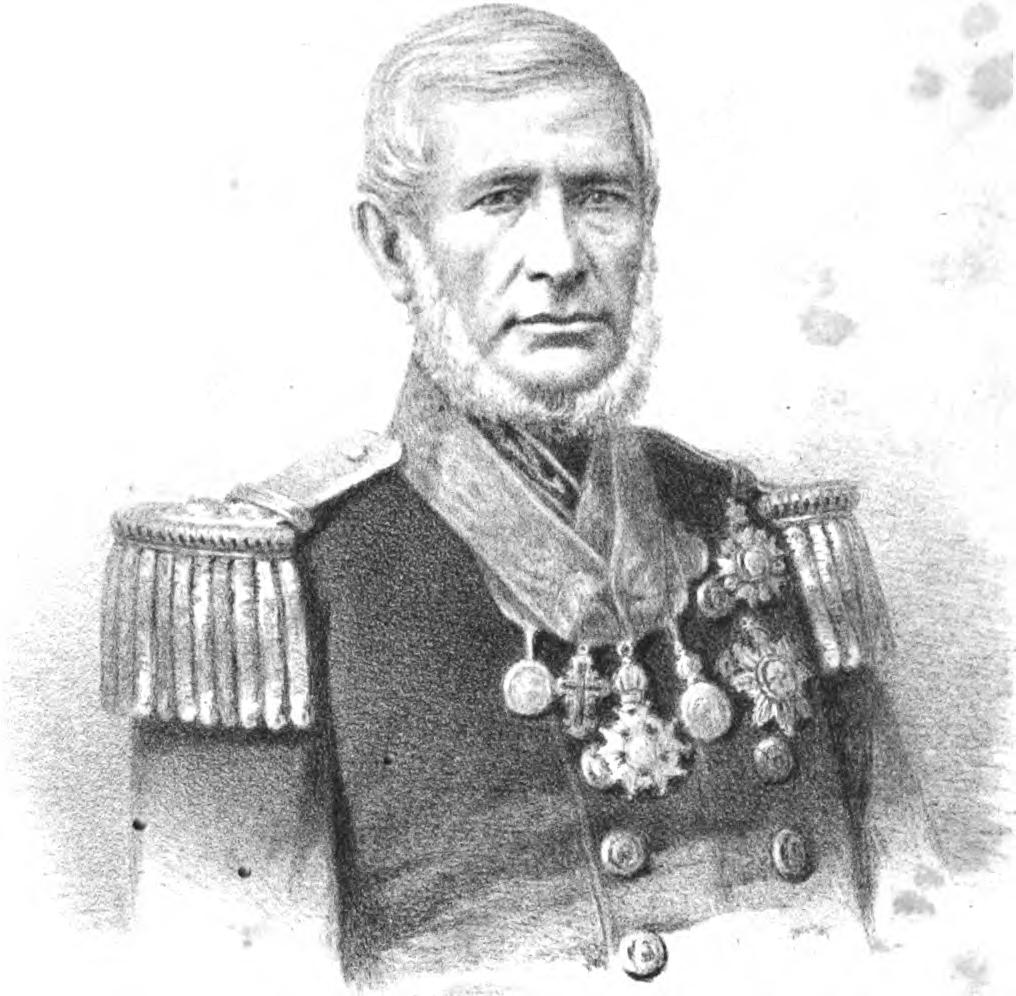
Baron des Amazonas (Barroso).

Er wurde am 29. September 1804 in Lissabon als Sohn von Real da Marinha Teodósio Manuel Barroso und von Antônia Joaquim Barroso da Silva geboren. 1808 reiste Barroso mit seiner Familie nach Brasilien, um die portugiesische Königsfamilie zu begleiten.
Er trat in die Marineakademie im Alter von 17 Jahren ein und wurde mit 21 Fähnrich. Erste Erfahrungen in Seeschlachten sammelte er im Jahre 1827 im Krieg zwischen Argentinien und Brasilien.
Er nahm Teil an der Niederschlagung des Aufstandes der Cabanagem im Jahr 1836 und an der Bekämpfung der Farrapen-Revolution in der Region Rio Grande do Sul. 1840 wurde er zum Kommandeur der Marine von Santa Catalina ernannt. Im Jahre 1854 erhielt er den Titel des Kommandeurs des Ordens des heiligen Benedikt von Avis. Mit dem Rang eines Hauptmanns war er Kommandant der Marineabteilung beim Río de la Plata.

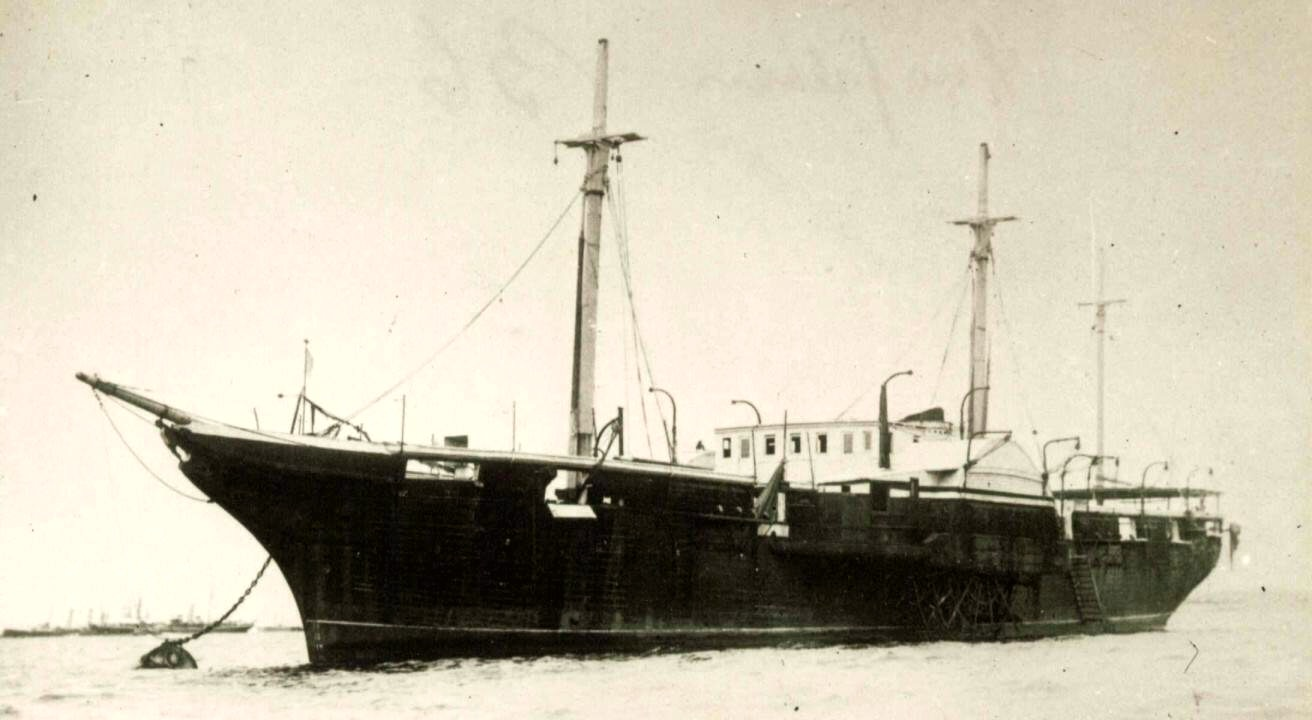
Die Amazonas – Barrosos Flaggschiff in der Schlacht auf dem Riachuelo

Als 1865 der Tripel-Allianz-Krieg ausbrach, übergab der Befehlshaber der brasilianischen Flotte Joaquim Marques Lisboa Barroso das Kommando über die Truppen der 2. Marine-Division. Barroso kommandierte die brasilianischen Truppen u. a. in der Schlacht auf dem Riachuelo am 11. Juni 1865.
Barroso wurde 1865 mit dem Kaiserlichen Orden vom Kreuz in der Klasse Dignitar ausgezeichnet und erhielt 1866 den Adelstitel Barão do Amazonas (Baron des Amazonas).
Nach dem Krieg zog er sich mit dem Rang eines Admirals aus dem aktiven Dienst zurück und lebte in Montevideo, wo er am 8. August 1882 starb.
Er wurde am 25. Mai 2005 in das Pantheon der Helden des Landes Brasilien anlässlich des 140. Jahrestag der Seeschlacht vom Riachuelo aufgenommen.

## Literatur

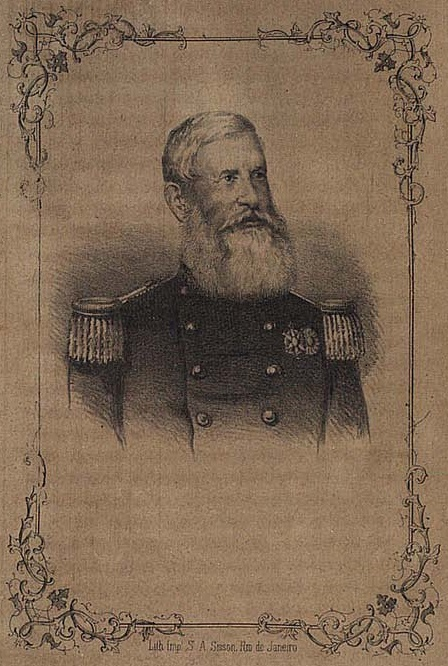
Francisco Manuel Barroso.